# Mamam Cherif Touré
Mamam Cherif Touré (* 13. Januar 1978 in Mango) ist ein ehemaliger togoischer Fußballspieler. Der Mittelfeldspieler stand zuletzt bei MC Alger unter Vertrag.

## Karriere
Mamam Cherif Touré wurde 1996 in Lomé vom ehemaligen deutschen Nationaltorhüter Andreas Köpke entdeckt und mit nach Frankfurt am Main genommen, wo er in der Jugend von Eintracht Frankfurt spielte. Nach einigen Einsätzen für den 1. FC Nürnberg hatte er dann 1998 die Chance, zu Olympique Marseille zu wechseln, wo Tourés Idol Abédi Pelé früher gespielt hatte, so dass er das Angebot dankbar annahm. Technisch konnte er in Marseille auch überzeugen, körperlich war er jedoch nach Ansicht des Trainers nicht fit genug, so dass er den Verein verlassen musste. In den folgenden Jahren spielte Cherif Touré bei Al-Nasr Sports Club Dubai und Al-Jazira Club in den Vereinigten Arabischen Emiraten, wo er sich jedoch nicht wohlfühlte. Deshalb kehrte er 2001 nach Europa zurück und unterschrieb einen Vertrag beim Livingston FC in Schottland, wo er sich durchsetzen konnte. Als der Verein 2004 jedoch in finanzielle Schwierigkeiten geriet, verließ Cherif Touré Livingston wieder. Zunächst fand er keinen neuen Arbeitgeber; da er jedoch in der Nationalmannschaft überzeugte, wurde er 2005 vom französischen FC Metz unter Vertrag genommen. 2007 wechselte er wieder zu Al-Jazira Club in die Vereinigten Arabischen Emirate.
Mamam Cherif Touré hat für Togo 41 Länderspiele absolviert (Stand: 19. Juni 2006) und 7 Tore erzielt. Sein Debüt in der Nationalmannschaft hatte er 1998. Er stand im Kader der togoischen Nationalmannschaft bei der Fußball-Weltmeisterschaft 2006. Sein Bruder Sherif Touré war ebenfalls Nationalspieler.